# Kapelle Heilig Kreuz (Marktoffingen)

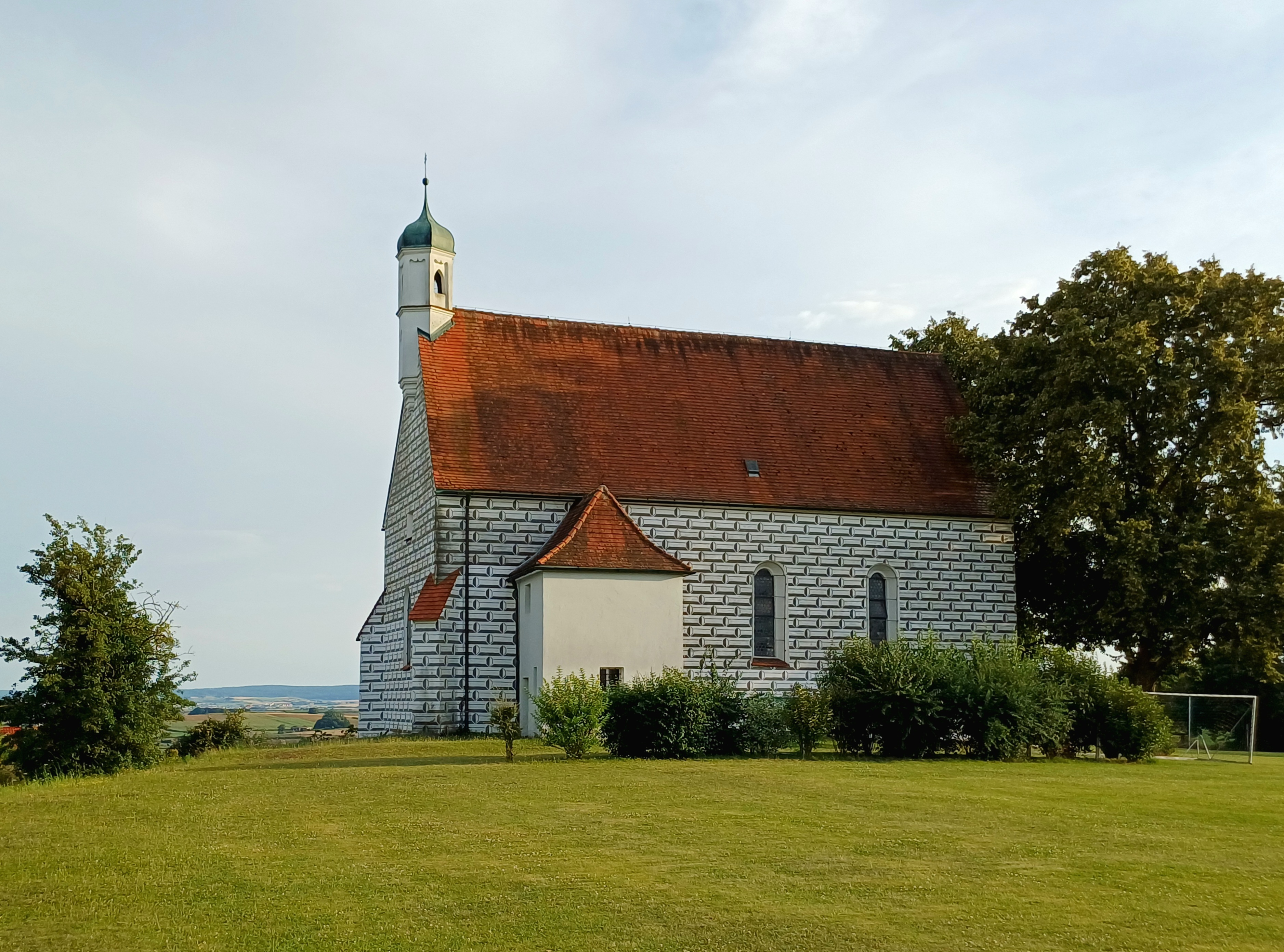
Kapelle Heilig Kreuz in Marktoffingen

Die römisch-katholische Kapelle Heilig Kreuz steht oberhalb von Marktoffingen im schwäbischen Landkreis Donau-Ries von Bayern. Das Bauwerk ist in der Liste der Baudenkmäler in Marktoffingen als Baudenkmal unter der Nr. D-7-79-177-7 eingetragen.

## Beschreibung
Die um 1620 erbaute Kapelle wurde nach einem Brand 1729 erneuert. Außen ist der Putz der Wände als Läuferverband in Sgraffito bemalt. Die Saalkirche besteht aus einem Langhaus, einem rechteckigen Chor im Osten und einer Sakristei an der Nordwand des Chors, über der sich ein Oratorium befindet. Über der Fassade im Osten erhebt sich ein achteckiger Giebelreiter, der mit einer Zwiebelhaube bekrönt ist. Der Innenraum des Langhauses ist mit einem Stichkappengewölbe überspannt. Der Altar und ein Kruzifix stammen vom Ende des 15. Jahrhunderts.